# Ignazio Nasalli-Ratti
Ignazio Nasalli-Ratti (Parma, 7 de outubro de 1750 - Roma, 2 de dezembro de 1831) foi um cardeal e arcebispo católico italiano.

## Biografia

### Origens familiares
Ignazio Nasalli-Ratti nasceu em 7 de outubro de 1750 em Parma, sede da diocese homônima e capital do Ducado de Parma e Piacenza (hoje na República Italiana); Vindo de uma família patrícia, ele foi o quarto dos sete filhos do conde Girolamo Nasalli, prefeito de Borgo San Donnino e vereador (1756) e depois presidente da Suprema Magistratura de Finanças de Parma (1758), e de Giulia Ratti. Seus outros irmãos foram Matilde, Antonia, Maria Luigia, Giuseppe (cânone da catedral de Parma), Andrea e Gaetano (1760 - 1825, futuro professor da Universidade de Parma, conselheiro de estado e governador de Piacenza em 1818).
A família paterna dará mais dois cardeais à Igreja no século XX: Giovanni Nasalli Rocca di Corneliano (1923) e Mario Nasalli Rocca di Corneliano (1969). Sua mãe, por outro lado, era de Brianza e irmã de Andrea Ratti (1712-1779), arcebispo titular de Adrianópolis di Emimonto desde 1776; no século XX, o lado materno ainda dará à Igreja um pontífice, o Papa Pio XI (1922-1939), vulgo Achille Ratti.

### Formação e ministério sacerdotal
Depois de receber a educação primária e secundária, ele havia planejado entrar na Companhia de Jesus, que foi entretanto suprimida pelo Papa Clemente XIV com o curto apostólico Dominus ac Redemptor (21 de julho de 1773), razão pela qual ele teve que ingressar no clero secular. Em seguida, matriculou-se na Universidade de Parma, onde obteve seu doutorado em teologia em 6 de julho de 1774 e, tendo concluído seus estudos, recebeu a ordenação sacerdotal no dia 24 de setembro seguinte, pouco antes de completar 24 anos.
Mais tarde mudou-se para Roma, capital do Estado Pontifício, onde em 1775 tornou-se aluno da prestigiosa Academia de nobres eclesiásticos, onde se deu o treinamento diplomático de descendentes eclesiásticos de famílias nobres; nesse ano apenas 8 outros alunos foram admitidos, incluindo 3 marqueses, 3 condes e 2 barões. Completou seus estudos depois de três anos, em 1778 . Em 1789 tornou-se cônego do Capítulo da catedral de Ravena, mas não há outras notícias sobre estes primeiros anos de seu ministério.
A primeira informação certa diz respeito à sua entrada em serviço na Cúria Romana, que ocorreu em 1800 com a nomeação como prelado doméstico de Sua Santidade pelo Papa Pio VII, recém eleito após o difícil conclave realizado no mosteiro da ilha de San Giorgio Maggiore. para Veneza. Alguns anos depois, acompanhou o papa a Paris, onde serviu como subdiácono apostólico durante a cerimônia de coroação de Napoleão, que ocorreu na Catedral de Notre-Dame em 2 de dezembro de 1804. Durante a ocupação francesa de Roma e a prisão do pontífice na França (1808 - 1814), regressou à sua terra natal, Parma, enquanto, após a restauração do governo papal, foi confiada pela duquesa Maria Luísa de Habsburgo-Lorena a representação dos assuntos do ducado junto da Santa Sé, preparando consequentemente um projecto de acordo. Voltou então a Roma no início de 1816, naquele ano o papa o nomeou tenente civil do tribunal do vicariato em 9 de março, referendo dos Supremos Tribunais da Assinatura de Justiça e Graça em 14 de março e relator da Congregação para imunidade eclesiástica em 23 de março; ocupou esses cargos até sua promoção ao episcopado.

### Serviço diplomático
Em 17 de dezembro de 1819, o Papa Pio VII elevou-o à dignidade episcopal, aos sessenta e nove anos, ao mesmo tempo que lhe atribuiu o arcebispado de Cirro in partibus infidelium; recebeu a consagração episcopal no dia 19 de dezembro seguinte, na igreja beneditina de Campo Marzio, em Roma, por imposição das mãos do Cardeal Giulio Maria della Somaglia, subdecano do Colégio Cardinalício, assistido pelos co-consagradores Candido Maria Frattini, arcebispo de Filippi in partibus infidelium e vice-gerente da diocese de Roma, e Giovanni Francesco Falzacappa, arcebispo de Atenas in partibus infidelium e secretário da Congregação do conselho, bem como futuro cardeal.
Em 21 de janeiro de 1820, o pontífice o nomeou núncio apostólico na Confederação Suíça; sucedeu Vincenzo Macchi, que foi transferido para a nunciatura na França em 22 de novembro de 1819. Chegou a Lucerna, sede da representação papal, em maio do mesmo ano e sua principal missão era discutir com os cantões o projeto de a redefinição dos limites territoriais e a construção de novas dioceses; no mesmo ano teve lugar uma conferência em Langenthal, na qual foram estabelecidos os principais pontos para a resolução desta árdua questão, criando, por exemplo, as condições para a fundação da diocese de St. Gallen em 1823, que por sua iniciativa foi unida aeque principaliter à diocese de Chur até 1836. Este assunto continuou a ser discutido por vários anos, até o final do século XIX.
Mantendo o cargo de núncio, em 22 de julho de 1823 o Papa Pio VII confiou-lhe uma missão diplomática extraordinária em Bruxelas a Guilherme I, soberano do Reino Unido dos Países Baixos e Grão-Duque de Luxemburgo, com a intenção de rever os acordos assinados em passagem forçada pelo pontífice com Napoleão Bonaparte em 1807; durante sua ausência, de 4 de agosto de 1823 a 26 de março de 1827, foi o monsenhor Tommaso Pasquale Gizzi, nomeado encarregado dos negócios e futuro cardeal, que assumiu suas funções em Lucerna. Confirmado neste ofício também pelo novo Papa Leão XII, aqui enfrentou sérias dificuldades porque o soberano reivindicou o direito de nomear bispos e pretendia interferir na educação do clero, mesmo sendo protestante; além disso, ele também teve que lutar contra a forte influência na corte da Igreja Jansenista de Utrecht, em cisma do século anterior e que mais tarde daria origem à Igreja Católica Velha. Trabalhou em constante colaboração com o Cardeal Bartolomeo Alberto (na religião Mauro) Cappellari, O.S.B.Cam., auxiliado pelos prelados Raffaele Mazio, Francesco Capaccini e Silvestro Belli, todos da importante escola diplomática do Cardeal Ercole Consalvi e futuros cardeais. O grupo finalmente conseguiu concluir com sucesso a assinatura da concordata com a Holanda, que ocorreu em 18 de junho de 1827 em Roma.

### Cardinalato
Em reconhecimento de seus sucessos diplomáticos, o Papa Leão XII o nomeou cardeal presbítero no consistório de 25 de junho de 1827, agora com setenta e sete anos; em 5 de julho recebeu o galero do cardeal, enquanto no dia 17 de setembro seguinte lhe foi conferido o título presbiteral de Sant'Agnese fuori le mura, que permaneceu vago desde 3 de dezembro de 1826, dia da morte do cardeal espanhol Dionisio Bardaxí y Azara. Ele tomou posse de seu título durante uma cerimônia subsequente. Além disso, o mesmo pontífice o incluiu como membro das Congregações dos bispos e regulares, do Índice dos Livros Proibidos, para indulgências e relíquias sagradas e Lauretana.
Após a morte do Papa Leão XII, participou do conclave de 1829, que terminou com a eleição ao trono papal do Cardeal Francesco Saverio Castiglioni com o nome de Papa Pio VIII, e após o curto pontificado deste último, também participou no conclave de 1830-1831, que viu a eleição do Cardeal Cappellari, de quem já havia sido um assistente próximo, com o nome de Papa Gregório XVI.
Desgastado pela saúde e já velho, depois de ter recebido a unção dos enfermos, morreu em 2 de dezembro de 1831 em Roma, aos oitenta e um anos. O corpo foi exposto dentro da igreja de San Marcello al Corso, onde ocorreu o funeral solene presidido pelo cardeal Benedetto Colonna Barberini di Sciarra; naquela noite, o corpo foi transferido e enterrado na basílica de Sant'Agnese fuori le mura, seu título, de acordo com seu testamento.

## Link Externo
- Ignazio Nasalli
- catholic-hierarchy.org